# Hươu nhỏ Nam Mỹ
Hươu nhỏ Nam Mỹ (danh pháp hai phần: Pudu mephistophiles) là một loài động vật có vú trong họ Hươu nai, bộ Guốc chẵn. Loài này được de Winton mô tả năm 1896.
Loài này sinh sống ở thảo nguyên lạnh cao, vùng đồng hoang của Colombia, Ecuador và Peru ở khu vực cao nguyên có độ cao từ 2000 đến 4000 mét. Đây là hươu nhỏ nhất thế giới; chiều dài đầu và thân từ 64–70 cm còn tổng chiều dài tối đa 70 cm, chiều cao đến vai từ 25 đến 40,5 cm và cân nặng chỉ từ 3,3–6 kg. Chúng có hai sừng ngắn, tai tròn nhỏ. 

## Hình ảnh

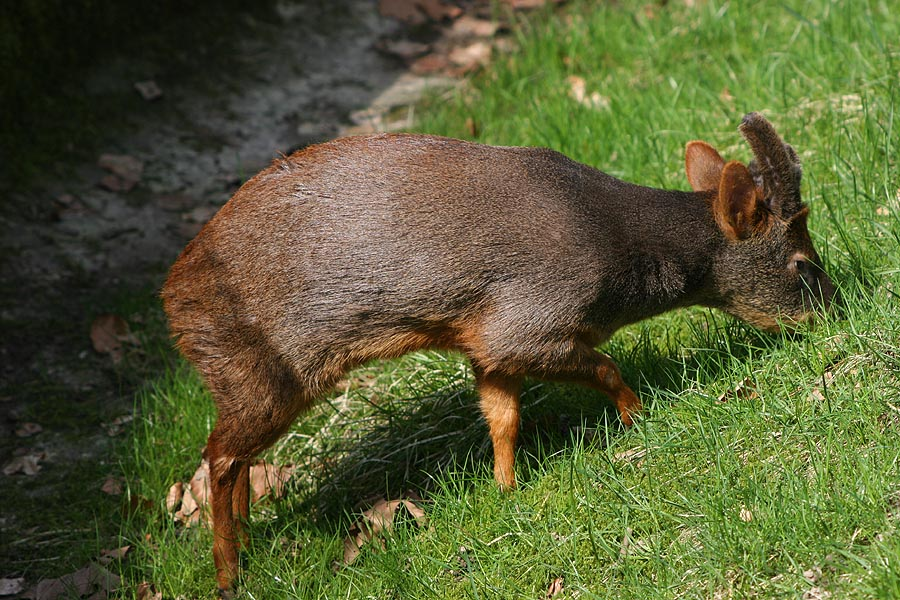
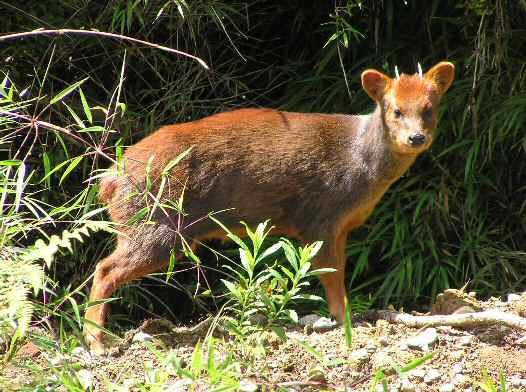